# 同性戀耶穌電影騙局
自1979年起，一則連鎖信持續散播虛假消息，聲稱有電影計劃將耶穌描繪成同性戀者並涉及開放式性關係。此謠言源於丹麥導演Jens Jørgen Thorsen籌拍色情電影《耶穌的多重面貌》引發的爭議，其後演變為指控雜誌《現代人民新聞》計劃製作該片。近年謠言更聲稱虛構電影改編自1997年舞台劇《聖體》，該劇雖將耶穌設定為同性戀者，但並無性愛場面。
大量抗議信件曾湧入伊利諾伊州檢察長辦公室要求禁播虛構電影，高峰期每週達2,000封。1985年，時任檢察長Neil Hartigan致函專欄作家安·蘭德斯求助澄清。此後數十年，加拿大新斯科舍省皮克圖縣議會等機構仍誤信謠言。截至2025年，該謠言在臉書平台持續流傳，全球多地電影監管機構至2018年仍接獲投訴。

## 背景
關於耶穌的性取向的討論長期存在。1974年男同志色情片《Him》雖涉及同性戀耶穌情節，但影響力有限，Snopes網站認為其與謠言起源無關。
1970年代，美國曾發起大規模連署反對無神論者Madalyn Murray O'Hair虛構的「禁播宗教電視節目」計劃，實為不實訊息。
丹麥導演Jens Jørgen Thorsen籌拍色情電影《耶穌的多重面貌》引發多國抗議。1978年美國格羅夫出版社拒絕出版劇本後，浸信會信徒發起信件運動要求立法審查，但遭參議員Mark Hatfield以憲政權限為由回絕。

## 《現代人民新聞》事件

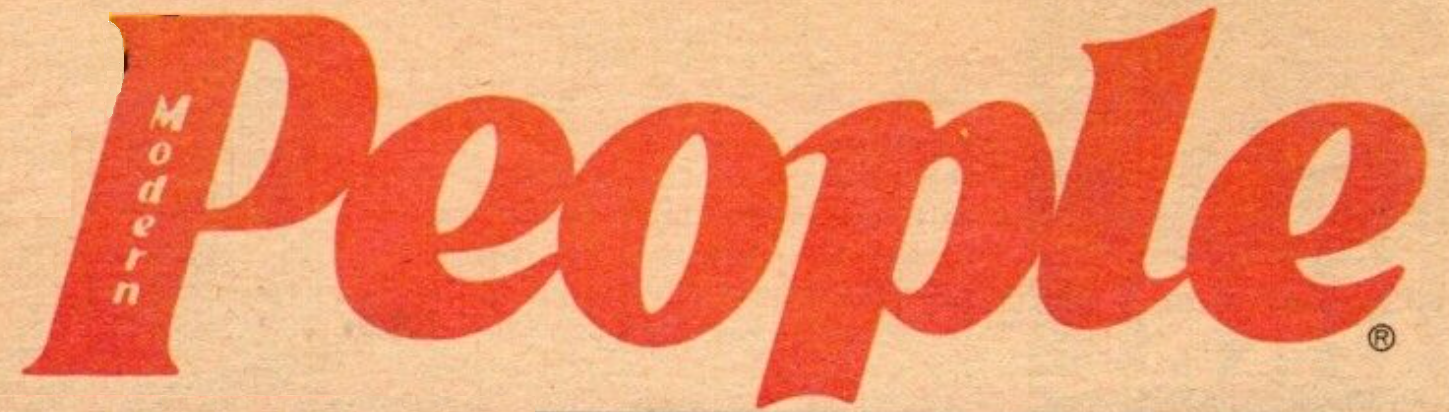
《現代人民新聞》總部位於伊利諾伊州富蘭克林

1977年，伊利諾伊州《現代人民新聞》報導Thorsen的拍片計劃。四個月後該刊稱計劃已取消，並公布讀者調查顯示99%反對。但1979年起，該刊誤被視為製片方，接獲大量抗議。
1980年，《得梅因紀事報》追蹤發現連鎖信經基督教婦女戒酒聯合會、基督的教會等渠道在愛荷華州流傳。典型信件內容包含多處拼寫錯誤：
《今日基督教》於1980年率先澄清此謠言。俄勒岡州牧師Charles Loise透過全國福音派協會查證後，批評基督徒過於輕信。

## 司法部門應對

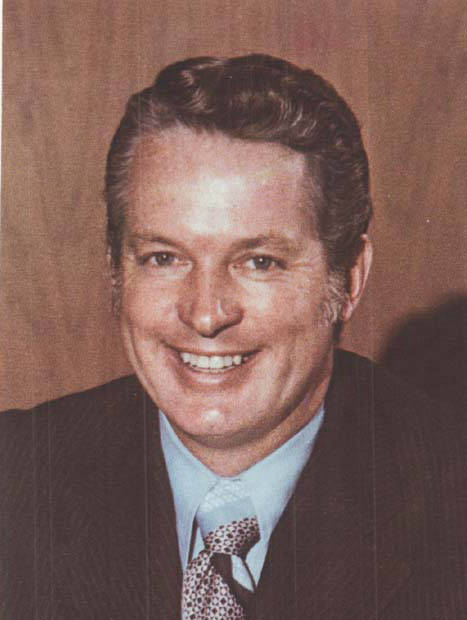
威廉·J·斯科特任內因稅務詐欺入獄，但仍被誤為收件人

1980年起，伊利諾伊州檢察長辦公室持續接獲要求禁映的連鎖信，高峰期每週處理2,000封，耗費每日3工時。1985年，檢察長Neil Hartigan求助專欄作家安·蘭德斯，透露已收到來自41州與15國的抗議。蘭德斯公開澄清並誤指連鎖信違法。

## 後續發展與《聖體》劇
1996年，加拿大皮克圖縣議會誤信謠言通過譴責決議。1997年，劇作家Terrence McNally作品《聖體》將耶穌描繪為同性戀者（無性愛場面）引發抗議，連鎖信內容隨之改稱該劇將改編電影。
2012年英國英國電影分級委員會表示此為長期困擾。2014年，美國紐約州政府職員因轉發相關電郵遭調查。2018年，新西蘭電影及文學分級辦公室仍接獲投訴。至2025年，非洲事實查核組織指出該謠言改以臉書貼文形式在非洲傳播，甚至盜用2019年電影《聖體》海報配圖。